# Anglo-Sovjet invasie van Iran
De Anglo-Sovjet invasie van Iran, codenaam Operation Countenance, was de invasie van Iran door het Brits Gemenebest en de Sovjet-Unie in de zomer van 1941, tijdens de Tweede Wereldoorlog.

## Geschiedenis

### Aanleiding
In mei 1941 hadden de Britten Irak onder hun controle gebracht om zich van olietoevoer te verzekeren. In juni van dat jaar viel nazi-Duitsland de Sovjet-Unie binnen, onder meer om de toegang tot de Roemeense olievelden veilig te stellen.
Nazi-Duitsland was Irans grootste handelspartner en Iran stelde zich tijdens de oorlog neutraal op. Het land weigerde ook zo'n 2000 Duitsers die in Iran werkten uit te zetten. Ook werd de sjah van Iran ervan verdacht sympathieën te hebben met de nazi's. Het Verenigd Koninkrijk was dan ook bevreesd de cruciale Iraanse olie te verliezen aan de Duitsers.
Verder was Iran door haar ligging tussen het Europese front van Duitsland en het Aziatische front van Japan essentieel voor de bevoorrading van het Rode Leger vanuit het zuiden. Sjah Reza Pahlavi weigerde echter het gebruik van de trans-Iraanse spoorweg door de geallieerden toe te staan.

### Verloop
Al deze feiten brachten het Verenigd Koninkrijk en de Sovjet-Unie ertoe in augustus 1941 Iran binnen te vallen en te bezetten. De Britten vielen het land vanuit Irak binnen. De Sovjets kwamen vanuit het noorden waar ze aan Iran grensden. De invasie verliep voorspoedig voor de twee bondgenoten. De Royal Navy viel de Iraanse marinebasis bij Abadan aan de Perzische Golf aan en vernietigde er de vloot. Ook werden de aldaar gelegen olie-installaties ingenomen.
Terwijl de Royal Air Force Iraanse luchtmachtbases en communicatiestellingen bombardeerde, trokken Britse- en Indische gronddivisies op naar het noorden. Vandaaruit werden ze tegemoetgekomen door het Sovjetleger waarvan de pantserdivisies structureel verzetsposities uitschakelden en dat ondersteund door bommenwerpers naar het zuiden optrok.
De twee krijgsmachten sloten het front op de lijn Hamadan-Teheran op 30 en 31 augustus en het verslagen Iran werd verdeeld in een noordelijke en zuidelijke bezettingszone. Op 25 augustus had de Sjah nog om steun gevraagd aan de president van de Verenigde Staten op basis van het Atlantisch Handvest. Franklin Roosevelt vond echter dat de situatie in de wereld de agressie rechtvaardigde.

### Gevolgen
Op 16 september deed de sjah troonsafstand ten voordele van zijn zoon, Mohammed Reza Pahlavi, en werd verbannen naar Zuid-Afrika. De geallieerden hadden nu de Iraanse olievelden veilig gesteld en controleerden de Trans-Iraanse Spoorweg. Iran, de Britten en de Sovjets sloten in januari 1942 het Tripartiteverdrag van Alliantie. De Iraanse overheid ging akkoord met de uitzetting van de Duitse diplomaten en de sluiting van alle consulaten van de asmogendheden.
Aan de vereiste om overige Duitsers aan het Verenigd Koninkrijk en de Sovjet-Unie uit te leveren werd niet voldaan en dus volgde een raid op de hoofdstad Teheran op 17 september. Op 17 oktober trokken ze zich weer terug uit de hoofdstad. Volgens het overeengekomen verdrag zouden de troepen zich uiterlijk zes maanden na de oorlog weer uit Iran terugtrekken. De Sovjet-Unie eerde die afspraak niet en bleef nog lang aanwezig. Het land steunde separatistische groepen in het noorden van Iran.
Met de bezetting van Iran hadden de geallieerden eindelijk de beoogde doorgang tot de Sovjet-Unie, de Perzische Corridor. Meer dan vijf miljoen ton aan militair materieel zou uiteindelijk via Iran naar de Sovjet-Unie getransporteerd worden. In september 1943 verklaarde ook Iran Duitsland de oorlog. De geallieerde leiders bevestigden eind dat jaar op de conferentie van Teheran Irans soevereiniteit en hun wil tot economische steun aan het land.